# Bystrica (přítok Kysuce)
Bystrica je řeka na severu Slovenska, na Kysucích, protéká územím okresu Čadca . Je to levostranný přítok Kysuce. Má délku 30 km a průměrný průtok v Zborově nad Bystricou je 4,8 m³/s. Je vodním tokem IV. řádu.

## Pramen
Pramení na rozhraní Oravské Magury a Kysucké vrchoviny v rozsoše mezi vrchy Beskyd (994,2 m n. m.) a Okrúhlica (1165,1 m n. m.) v nadmořské výšce kolem 930 m n. m.

## Popis toku
Teče na západ a až po vtok do vodárenské nádrže Nová Bystrica přibírá jen kratší přítoky. Staňov potok (zleva) a Harvelka (zprava) se vlévají již do vodní nádrže.
Pod přehradou teče opět na západ v Bystrické brázdě, přibírá zprava Vychylovku, protéká obcí Nová Bystrica a její osadami. Zleva přibírá Skaličnou (525 m n. m.), zprava Veľký potok a vtéká na území obce Stará Bystrica. Zde přibírá levostrannou Radôstku a dále Čierňatín, u malé obce Klubina pak Klubinský potok z pravé strany.
Obloukem se stáčí na sever a později na severozápad, teče okrajem obce Zborov nad Bystricou a zprava přibírá Fojtov potok. Protéká vedle Kalinova, podtéká státní silnici I/11 a v Krasňanské kotlině ústí do Kysuce u města Krásno nad Kysucou v nadmořské výšce kolem 380 m n. m.